# وارن بيرنهارت
وارن بيرنهارت (بالإنجليزية: Warren Bernhardt)‏ هو عازف جاز وعازف بيانو أمريكي، ولد في 12 نوفمبر 1938 في واوسو في الولايات المتحدة.

## وصلات خارجية
- وارن بيرنهارت على موقع IMDb (الإنجليزية)
- وارن بيرنهارت على موقع ميوزك برينز (الإنجليزية)
- وارن بيرنهارت على موقع أول ميوزيك (الإنجليزية)
- وارن بيرنهارت على موقع ديسكوغز (الإنجليزية)